# ماريا تايلور
ماريا تايلور (بالإنجليزية: Maria Taylor)‏ هي ملحنة وعازفة قيثارة ومغنية مؤلفة وكاتبة غنائية ومغنية وموسيقية أمريكية، ولدت في 21 مايو 1976 في برمنغهام في الولايات المتحدة.

## وصلات خارجية
لم يتم العثور على روابط لمواقع التواصل الاجتماعي.